# X. Piusz pápa

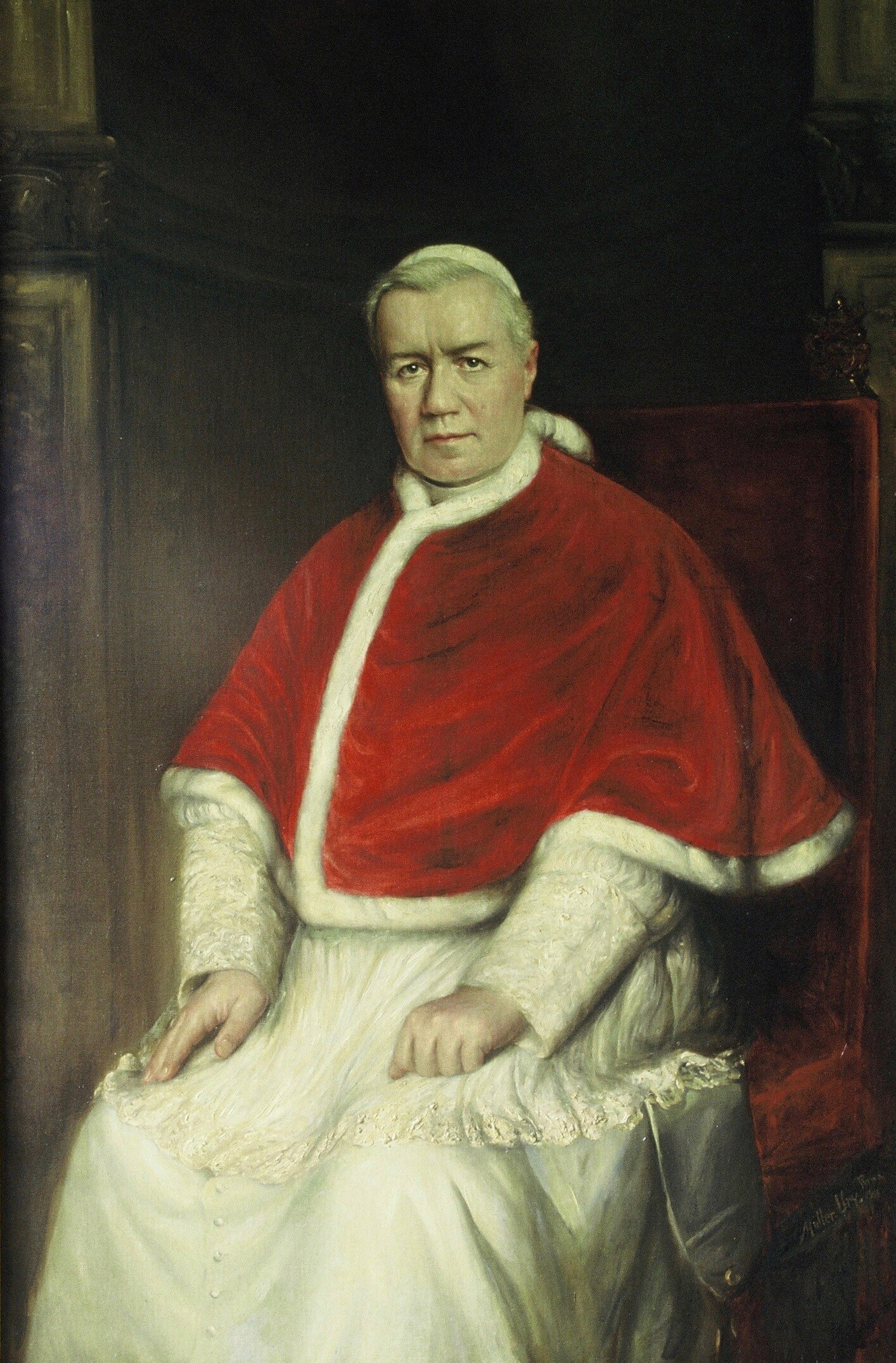
Őszentsége X. Piusz pápa

X. Piusz pápa (Giuseppe Melchiorre Sarto) katolikus nevén Szent X. Piusz pápa (Riese, 1835. június 2. – Róma, 1914. augusztus 20.) a római katolikus egyház 257. pápája volt 1903-tól haláláig. 
Arról ismert, hogy erőteljesen szembehelyezkedett a katolikus doktrína modernista értelmezéseivel, és támogatta a liturgikus reformokat és a tomista skolasztikus teológiát. Ő kezdeményezte az 1917-es kánonjogi kódex elkészítését, amely az első ilyen átfogó és rendszerszintű munka, amelyet végül utódja hirdetett ki. A katolikus egyházban szentként tisztelik.
Hevesen ellenezte a különféle 19. századi filozófiákat, amelyeket a katolikus dogmákkal összeegyeztethetetlen világi hibák behatolásaként tekintett, különösen a modernizmust, amelyet minden eretnekség szintéziseként bírált. Több katolikus modernista könyvet tett indexre.

## Sarto megválasztása
Az agg XIII. Leó pápa rövid betegsége után, 1903. július 20-án halt meg. A pápa halálának híre a kúria tagjait nem érte váratlanul. A legesélyesebb utód – XIII. Leó államtitkára – a kiváló tehetséggel rendelkező Mariano Rampolla del Tindaro bíboros volt. Rampolla ellen szólt az a régi hagyomány, amely szerint az előző pápa államtitkárát nem szokták megválasztani; mégis, Rampolla pápává választásának lehetősége komoly félelmeket keltett az egyházi érdekeket a politikai érdekek alá rendelő osztrák-magyar uralkodó körökben. Az államtitkár bíborosról azt vallották, hogy franciabarát. Amikor 1903. július 31-én Mario Chigi herceg a konklávé bíborosaira kívülről rázárta az ajtókat, mindenki biztosra vette a legesélyesebb gyors megválasztását. Augusztus 2-án reggel azonban váratlan és évszázadok óta példátlan esemény történt. Ferenc József osztrák császár és magyar király nevében a krakkói érsek, Jan Puzyna bíboros vétót jelentett be Rampolla ellen. Az államtitkár először tiltakozott a Szentszékre és a katolikus egyházra gyakorolt politikai nyomás miatt, majd gyöngének nyilvánította magát a pápai tisztség esetleges viselő terhéhez. Ezzel a visszavonulási gesztussal lehetővé tette, hogy a szavazatok átcsoportosuljanak arra a bíborosra, akiről még XIII. Leó mondta tréfásan: Sarto é il candidato della serenissima. Vagyis: Sarto a Serenissima, azaz a „Velencei Köztársaság” jelöltje. Amikor az 5. szavazás 
után augusztus 4-én egyértelművé vált megválasztása, a szentéletű főpap tiltakozott és csakis társai kérésére fogadta el az új feladatot, mint élete legnehezebb keresztjét. Sarto a X. Piusz nevet választotta magának. Eközben a rangidős bíboros Luigi Macchi, megjelent a Szent Péter-bazilika erkélyén és hírül adta: Habemus papam (Van pápánk). X. Piusz egyénisége és megjelenése sokban hasonlított IX. Piuszra, ezért a bejelentés hallatára futótűzként terjedt a mondat: Pio nono, Pio decimo. IX. Piusz pápa támadt fel X. Piuszban.

## Élete a pápaság előtt

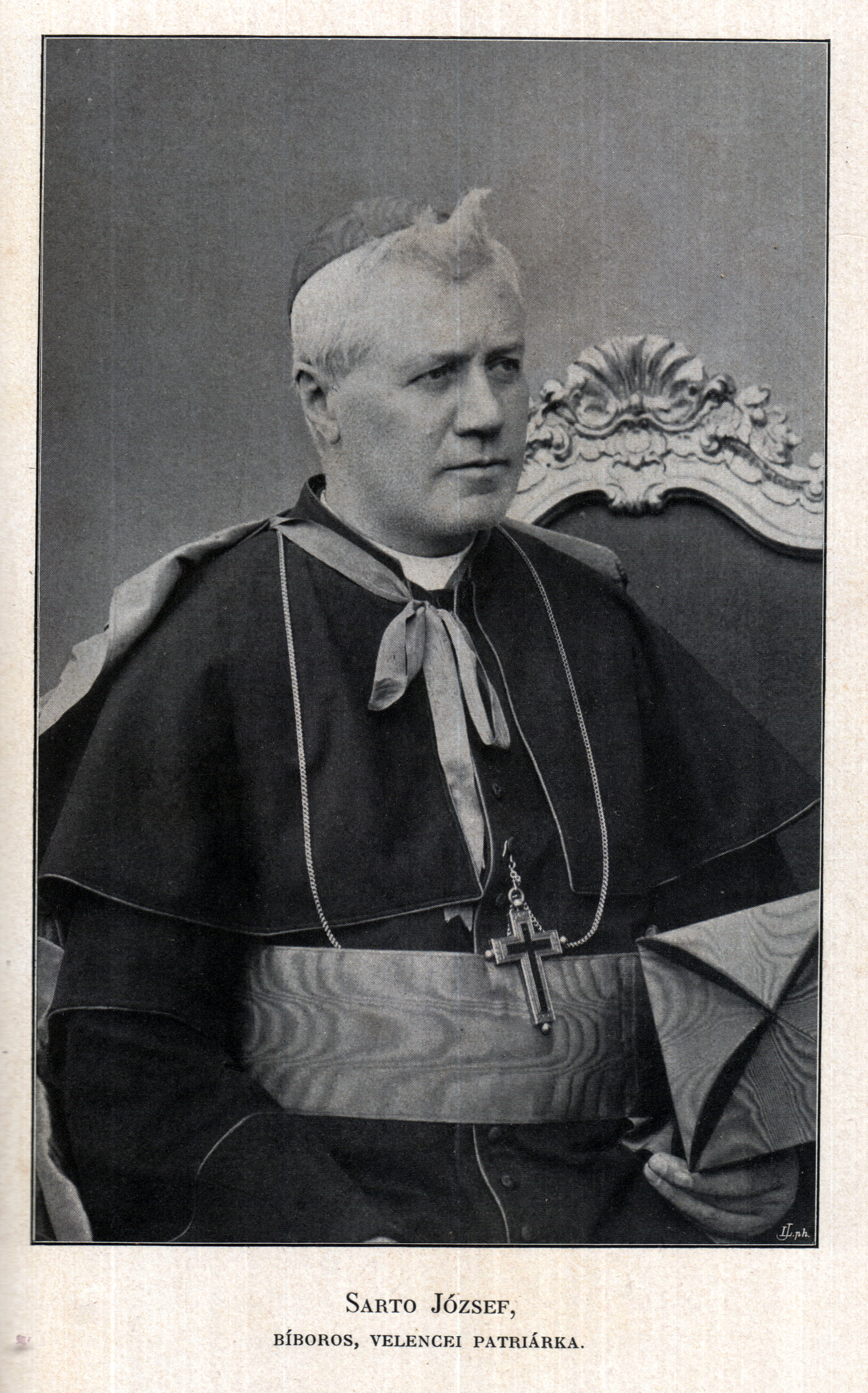
Őszentsége X. Piusz pápa mint Sarto József, bíboros és Velencei pátriárka 1900-ik Szentévében

Giuseppe Melechior Sarto, az észak-itáliai Treviso városához közeli faluban, Riesében született 1835. június 2-án. Apja, Giambattista Sarto egyszerű parasztember volt, de postásként is dolgozott. Anyja húsz évvel volt fiatalabb az apjánál, Margherita Sansonnak hívták és varrással foglalkozott. Elsőszülött fiuk pár napos korában meghalt, utána következett a nagy jövőjű gyermek, akit Giuseppe Melechior névre kereszteltek. Giuseppe Melechior után hamarosan megszületett öccse, Angelo és hat húga, valamint még egy, korán elhunyt kisöccse. Az alapfokú oktatást szülőfalujában fejezte be. A falusi gyermek vidám, kalandokkal teli, s szűkölködéseket sem nélkülöző életet élt, amelybe a ministrálás és a madarászás egyaránt belefért.
Giuseppe tizenkét éves korában beiratkozott a városnak számító, hét km távolságra fekvő Castelfranco algimnáziumába. Középiskolai tanulmányait Padovában fejezte be. Jacopo Monico velencei bíboros ösztöndíja jóvoltából teológiai tanulmányait ugyanitt, a szemináriumban végezhette. 1858-ban részesült az egyházi rend szentségében, Castelfrancóban. Mint a Trevisói egyházmegye papja káplánként működött Tombolóban, majd plébános lett az igencsak szegény Salzano városában. A nép plébánosa volt, a kicsinyeké és a szegényeké, azoké, akik közül ő maga is származott, s akiket minden erejével támogatott. A fiatalokat, ha kellett, írni, olvasni tanította, a szegényeket és betegeket szorgalmasan látogatta. Számtalan történetet őrzött meg a hívek emlékezete ebből az időszakból.
Az egyik ínséges esztendőben szegényeknek gyűjtöttek, és Giuseppe Sarto plébániájára is bekopogtattak. Húsz zsák kukorica volt a magtárban, a jóságos plébános mindent odaadott, csak néhány főzetre való szárazbab maradt neki eleségként. "Plébános úr, most mi lesz magának?"- kérdezték zavarukban a gyűjtést végzők. "Ne nyugtalankodjatok miattam, a Gondviselés engem még soha nem hagyott cserben" – hangzott a válasz. Prédikációinak a szomszédos falvakban is híre járt, az emberek nem sajnálták a több órás gyalogutat sem, csakhogy hallhassák.
1875-ben Treviso püspöki városában kanonok lett, és a helybéli szemináriumban lelkiigazgató. Ha a hónapokat nagyvonalúan számoljuk, azt lehet mondani, hogy pályafutása kilencéves szakaszokra oszlik. Kilenc évig volt káplán, kilenc évig plébános, kilenc évig kanonok. ”Mikor pedig röviddel azután a szentéletű trevisoi püspök Zinelli jobblétre szenderült, kanonoktársai őt választották vikáriussá, megadván ilyeténképpen a címet is ama hivatalhoz, amelyet valójában már oly régóta betöltött.”
Ennek a harmadik szakasznak a végén, 1884-ben a trevisói püspöktől vette át püspöki kinevezését. Sarto gyöngének és méltatlannak tartotta magát erre a feladatra. Azonnal levelet írt Rómába, és kinevezése semmissé tételét kérte. Róma válaszában az engedelmesség erényének gyakorlására intette, s Giuseppe Sarto így lett a Mantovai egyházmegye megyéspüspöke.
A Mantovai püspökség élén tíz esztendőt töltött, ahol példás lelkipásztori működést valósított meg. A szeminárium rektora lett, de erkölcstant és gregorián éneket is tanított. Négy év alatt végiglátogatta egyházmegyéjét, majd egyházmegyei zsinatot tartott. Közvetlensége, egyszerűsége, jósága sokszor még az egyház ellenségeit is lefegyverezte. Amikor egy röpirat szerzője súlyos sértésekkel és alaptalan vádakkal illette, nem volt hajlandó bíróság előtt keresni az igazát, mert szerinte a bűnös vádaskodónak nem bírósági büntetésre, hanem imádságra van szüksége.
A Szentszék, okulva Mons. Sarto alázatosságából, az újabb kinevezés előtt megkérdezte az érdekelt véleményét is. A páduai püspök tisztsége volt, hogy föltegye a kérdést: elfogadod – e a velencei pátriárka széket? Mantova püspökének válasza – melyet táviratban küldött – meglehetősen tömör volt: „Pontosan ez hiányzott nekem. Sarto”. Az engedelmesség és az alázat azonban ismét győzött és Giuseppe Melechior Sarto kilenc éven keresztül, 1894-től 1903-ig mint pátriárka irányította a Velencei patriarkátust. A helyi politikusok egyházellenes, demagóg támadásit a bíborosi címmel rendelkező pátriárka jól állta, s személyének köszönhető, hogy a helyi választásokat a katolikusok nyerték. A közel hetvenéves bíboros-pátriárka igazi lelkipásztor volt, az egyház nemzetközi életében nem játszott szerepet, már csak azért sem, mert anyanyelvén, az olaszon kívül semmi más nyelven nem beszélt.
Giuseppe Sarto velencei pátriárka – a magyar újságírói legendák alapján – a konklávéra utazása előtti napokban a legnagyobb lelki nyugalommal sakkozott a magyar Gály Lajossal, aki a sakk és főként a kártya beható ismeretéből „tengette” életét. A bíboros retúrjegyet váltva utazott Rómába, s az éppen félbeszakadt sakkparti folytatását ígérte, hiszen nincs más dolga, minthogy Rampolla bíboros-államtitkárra szavazzon társaival együtt. Ez a sakkparti azonban nem fejeződött be.
A történészeknek komoly kételyei vannak az anekdota hitelességét illetően, de magyar vonatkozása miatt érdemes megemlíteni, s kevés talán felcsillan a konklávéra retúrjeggyel utazó pátriárka egyszerűségéből, közvetlenségéből is.

## Személyisége
Elődjéhez, a diplomáciában örömét lelő XIII. Leóhoz képest X. Piusz egyáltalán nem kedvelte a politika kompromisszumait. Teológiai és filozófiai műveltsége nem érte el a professzionális szintet, de intelligenciájával mindig meg tudta ragadni a kérdés lényegét. Az egyszerűség, szegénység és erősség erénye jellemezte. Szerette magát – teljes joggal – „jó vidéki plébánosnak” mutatni. Lelkipásztori felelősség és – talán túlzott mértékben is – töretlen kitartás jellemezte.

## Pápasága

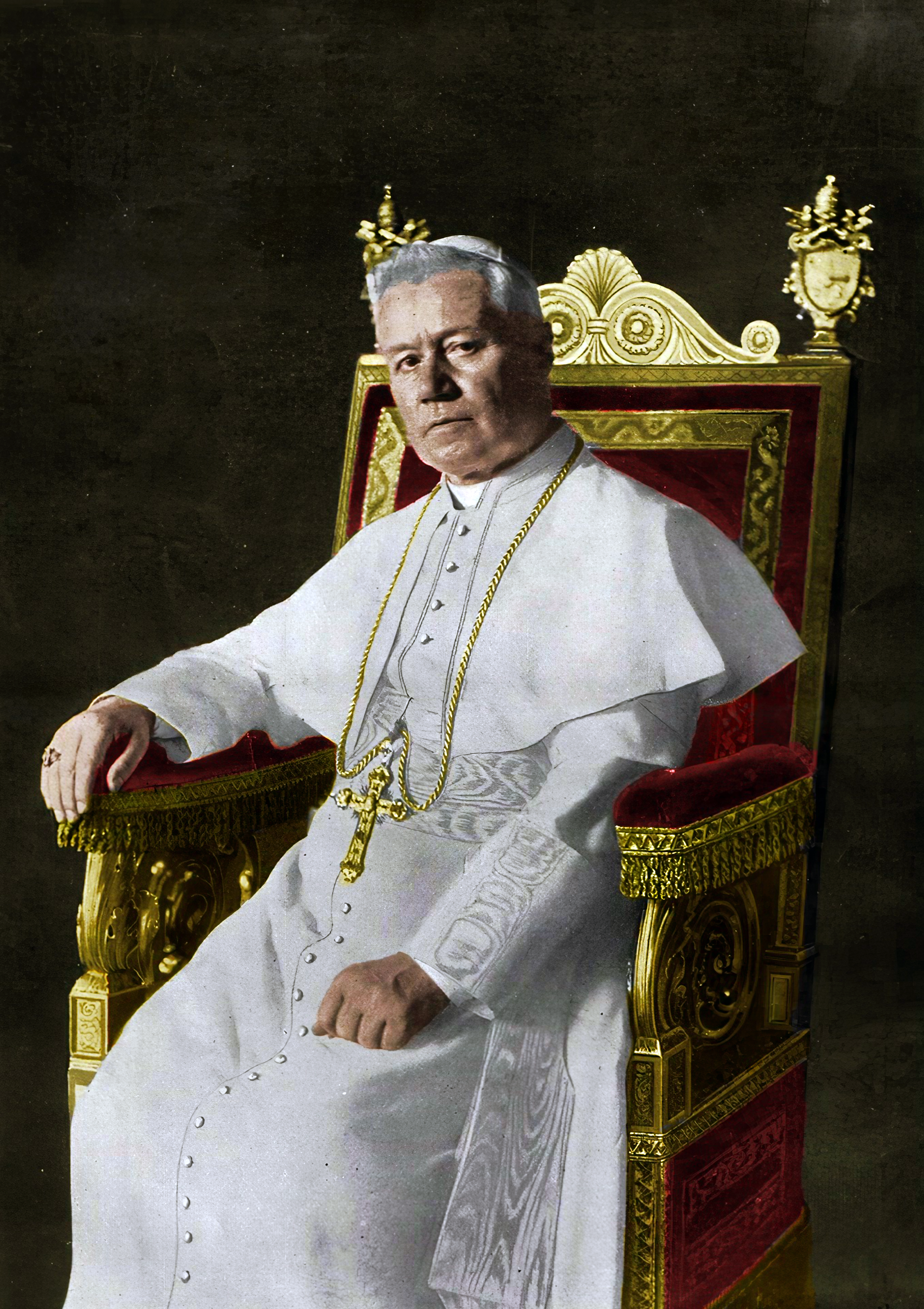
X. Piusz Pápa – minden nehézség ellenére – mint egy „Lángoló tűz” volt („Ignis ardens” – egy régi, Szent Malakiástól származó jóslat szerint).

Az egyházpolitikai helyzet olyan áttekinthetetlennek tűnt abban az időben, hogy a X. Piusz nevet választott új pápa alig tudott államtitkárt találni, amire szinte nincs is példa az egyháztörténelem során. A konklávé titkárának tisztségét egy félig spanyol, félig ír, több nyelvet beszélő fiatal, 38 éves prelátus, Rafael Merry del Val töltötte be. Az új pápa először kényszerűségből bízta meg őt az államtitkári feladatokkal, majd az első alkalommal 1903. november havában tartott konzisztóriumon átadta neki a bíborosi kalapot. Rafael Merry del Val hűséges maradt hozzá 11 éven át, vagyis egész pápasága alatt, s komoly részt vállalt az első, erélyes megnyilatkozásban is, amellyel X. Piusz a pápaválasztást újrarendezte. A pápa 1904. január 20-án kibocsátott Commissum nobis kezdetű konstitúcióban kiközösítés terhe mellett megtiltotta a vétóemelést, majd az év karácsonyán a Vacante Sede Apostolica konstitúcióban összefoglalta a pápaválasztás egyedüli törvényes rendjét.

### Külső egyházpolitikája
X. Piusz politikai területen tett lépései nem voltak olyan sikertelenek, amint azt az utókor véleményét formálók szeretik ismételgetni. A pápa hazájában pártolta a katolikusok politikai ténykedését, de nem egy „katolikus párt” alapítását. Az olasz katolikus sajtó jelentőségét hamar felismerte és velencei pátriárkaként egyszer – mert nem volt más személyes értéktárgya – mellkeresztjét adta zálogba, hogy a helyi katolikus lapot átsegítse annak anyagi gondjain. A pápai állam megszüntetésével létrejött nehézségeket nem lehetett egyik napról a másikra felszámolni, de a fokozatos közeledés megkezdődött.
A francia egyház helyzete már XIII. Leó pápa idejében egyre nehezebbé kezdett válni, s utóda számára szinte semmi lehetőség nem maradt a helyi egyház védelmezésére. A francia parlament 1905. december 11-én megszavazta a következő január 1-jén életbe léptetett törvényt az egyház és az állam szétválasztásáról, s ez a legdiplomatikusabb pápa esetében is megtörtént volna. Ugyanakkor jótékony hatása is volt, mert lehetővé tette a megüresedett püspöki székek szabad betöltését. A pápa a törvény életbelépése után tizenhárom új főpásztort szentelt fel, melyre a törvény pártolói éppenséggel nem számítottak. A pápa az 1906-os év során két enciklikában (Vehementer Nos és Gravissimo Officii) fejtette ki nézetét a francia helyzetről, s a szólásszabadságára oly büszke francia kormány ezt a pápa részéről rossz néven vette. X. Piusz Rómához hűséges püspökök kinevezésével rakta le a két évtized múlva, XI. Piusz pápasága alatt a Vatikán és Párizs között létrejött megegyezés alapjait.
Az 1910-es portugál forradalom során kitört egyházüldözésekkel szemben a pápa tehetetlen volt. Angliában viszont a katolikus megújulás békésen folytatódott.
A külső szemlélők számára a francia kapcsolatok romlása egyet jelentett az osztrák-magyar kapcsolatok erősödésével. Az Osztrák–Magyar Monarchia volt a katolikus nagyhatalom, és az 1912-es, Bécsben megtartott eucharisztikus világkongresszuson ez jutott kifejezésre.
X. Piuszt bizonyos távolságtartás jellemezte a politikai megnyilatkozásokban. Ez a pápaság XIII. Leó pápa uralkodása alatt szerzett nemzetközi tekintélyét nem növelte tovább, de nem is csökkentette.
Az Amerikai Egyesült Államokban X. Piusz megszüntette a missziós rendszert (1908) és 11 új egyházmegyét alapított meg. Kanadában, Mexikóban és Dél-Amerikában is püspökségekkel gyarapodott a helyi egyház. X. Piusz kiváló kapcsolatban állt a magyar katolikus egyházzal. 1905-ben saját maga szentelte föl gróf Zichy Gyula pécsi, Balázs Lajos rozsnyói és Prohászka Ottokár székesfehérvári megyés püspököket. A három kassai vértanú, Kőrösi Márk esztergomi kanonok, Pongrácz István és Grodecz Menyhért jezsuita atyák a pápa kifejezett óhajára vétettek föl a boldogok sorába ugyancsak az 1905-ös esztendőben.
Az 1912. június 8-án kiadott Christifideles graeci kezdetű bullájával kanonizálta az új Hajdúdorogi görögkatolikus egyházmegyét.

### Belső egyházpolitikája
X. Piusz már első, E Supremi Apostolatus Cathedra kezdetű enciklikájában meghirdette programjához: „Mindent megújítani Krisztusban – Instaurare omnia in Christo” – a kezdetektől munkássága legvégéig hűségesen ragaszkodott. Ennek a megújulásnak volt szükséges előföltétele a hit tisztaságának megőrzése, ami egyben a modernizmus elleni küzdelmet jelentette.
Egyháziak és világiak, papok és filozófusok, írók és művészek egyaránt jelen voltak a modernizmus elszánt hívei között, s amikor a pápa 1907. július 3-án közzétette a Lamentabili sane exitu kezdetű dekrétumot, amely a modernizmus tanításából 65 tételt súlyos tévedésnek ítélt, a magukat modernnek tartók kórusban hördültek fel a pápa tényközlése ellen. Ezt követve pedig 1907. szeptember 8-án a pápa kiadta a Pascendi Dominici Gregis kezdetű enciklikáját, amely kellő megalapozottsággal, nagy körültekintéssel tette vizsgálat tárgyává a katolikus tanítással ellentétes nézeteket, s erőteljes hangon elítélte azokat. A pápa a modernizmussal egy tőről fakadó amerikanizmust is elítélte. X. Piusz hasonló határozottsággal ítélte el 1910-ben a francia szociális mozgalmat, amely egy szélsőséges mozgalom volt és a kereszténységgel összeegyezhetetlen eszméket vallott. Az olasz, magát katolikusnak föltüntető szocialista irányzatot a pápa szintén elítélte.
X. Piusz nevéhez fűződik a szent zenéről kiadott Inter Sollicitudines kezdetű motu proprio. Az egyházzenei reformirat legfőbb tételei ma is érvényesek, a II. vatikáni zsinat is szentesítette ezeket.
X. Piusz ajánlotta a napi szentáldozást és a fiatal gyermekek elsőáldozását is ő vezette be. Pápasága előtt a hívek csak a bérmálás alkalmával áldozhattak először. X Piusz meghalt hirtelen szívmegállásban 1914-ben.

### Szentté avatása
XII. Piusz pápa 1951. június 3-án Boldoggá nyilvánította, majd 1954. május 29-én kanonizálta. Szent X. Piusz emléknapja az Általános Római Naptár (angolban General Roman Calendar) szerint augusztus 21. (1955 és 1969 között szeptember 3. volt.) Boldogfai Farkas Sándor szobrászművész készítette szent X. Piusz pápa szobrát, amely a szentnek első magyarországi nagyméretű faszobra.

## Művei
- Documenta Catholica Omnia (latin nyelven). Cooperatorum Veritatis Societas. (Hozzáférés: 2011. december 6.)
- Szent X. Pius pápa katekizmusa (magyar nyelven)